# Cámara Nacional de Jefes
La Cámara Nacional de Jefes es el órgano supremo de Ghana que une a todos los gobernantes, jefes y reyes tradicionales. La institución cuenta con el respaldo de la Constitución de Ghana, siendo su primera reunión en 1969.

## Afiliación
Los diversos gobernantes de las numerosas tribus y clanes de Ghana se convierten automáticamente en miembros de varias casas de jefes regionales. Es su membresía en estos organismos regionales lo que los califica para ser miembros de la casa nacional.
Además de estos jefes, también se nombra a las reinas madre para la casa nacional como miembros asociados. Estos titulares son nombrados por períodos de cuatro años, y son elegibles para una nueva designación a partir de entonces.
Aunque las casas nacionales y regionales están dominadas por ciudadanos de Ghana, están afiliadas a varios ciudadanos extranjeros. El líder religioso afroamericano Ra Un Nefer Amen, por ejemplo, sirve como el representante de los Estados Unidos de los jefes reunidos en el congreso. Él mismo tiene una jefatura en Ghana por derecho propio.

## Presidentes
Un presidente y un vicepresidente son elegidos entre sus miembros para dirigir los asuntos de la cámara.
|    | Presidente                   | Título           | Año             |
| -- | ---------------------------- | ---------------- | --------------- |
| 1  | Otumfour Agyemang Prempeh II | Asantehene       | 1969–1970       |
| 2  | Otumfour Opoku Ware II       | Asantehene       | 1970–1978       |
| 3  | Osagyefo Agyemang Badu I     | Dormaahene       | 1978–1982       |
| 4  | Otumfour Opoku Ware II       | Asantehene       | 1982–1989       |
| 5  | Torgbe Adja Tekpor VI        | Osie Avatime     | 1989–1992       |
| 6  | Nana Oduro Nimapau II        | Esumejahene      | 1992–1998       |
| 7  | Osagyefo Kuntunkunuku II     | Okyehene         | 1998–1999       |
| 8  | Dr. Poure Puobe VII          | Nandom           | 1999 (interino) |
| 9  | Odeefuo Boaponsem            | Denkyirahene     | 1999–2001       |
| 10 | Odeneho Gyapong Ababio II    | Sefwi-Bekwaihene | 2001–2008       |
| 11 | Prof. Naa John S. Nabila     | Wulugu Naba      | 2008–2016       |
| 12 | Togbe Afede XIV              | Estado Asogli    | Actual          |